# Macropora leeae
Macropora leeae är en mossdjursart som beskrevs av Gordon och Taylor 2008. Macropora leeae ingår i släktet Macropora och familjen Macroporidae. Inga underarter finns listade i Catalogue of Life.